# 田献章
田献章（？—？），字楷廷，人称田大人，直隶灤縣稻地镇（今属河北省唐山市丰南区）人，清朝及中华民国军事人物。

## 生平

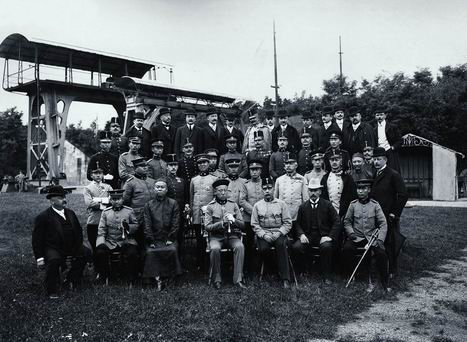
1910年，大清禁卫军首领访问奥匈帝国，摄于布达佩斯。前排左二是哈汉章，左三是李经迈，左四是载涛，右一是良弼；二排左四是田献章，左六是程经邦；三排左三是唐宝潮，左六是刘恩源。

田献章生于清朝光绪初年。光绪二十一年（1895年）考入开平武备学堂。光绪二十四年（1898年）毕业，留校任教。后来，奉调入北京，任贵胄学堂教习，随后被委任为禁卫军第四标统带。宣统初年，升任禁卫军军咨官。他曾八次随载涛出使德国、日本、法国等国。
中华民国成立后，田献章任陆军少将。后因年高而离开军界，回到家乡。1935年，他参与编纂校对《滦县志》。中华人民共和国成立后，田献章在北京逝世。

## 家庭
- 长子：田金良，宣统二年随叔父田锦章留学日本，归国后不久逝世。[1]
- 次子：田金相，毕业于上海同济大学。[1]
- 二弟：田锦章[1]
- 三弟：田建章[1]